# 手つなぎ鬼
手つなぎ鬼（てつなぎおに）は、鬼ごっこから、派生した遊びである。
鬼に捕まった者は鬼と手を繋がなければならないというルールのため、幼稚園や小学校で、コミュニケーションの意味も含めて行われることが多い

## ルール
手つなぎ鬼には、明確なルールは存在しないが、以下は一般的な遊び方である。
鬼ごっこと同じく、2人以上の参加者で成立できるが、鬼ごっこと違って、10人以上の方がやりやすいと言われている。
鬼(親と言う場合もある)と、残りの子に分かれる(鬼の人数が多い場合は複数人になる場合もある)。
スタートと同時に、子は一斉に鬼から遠く離れるべく逃げ出す。鬼は一定時間（これは開始に先立って参加者間で定められる。たとえば「10数える間」）その場にとどまり、その後で子を追いかける。鬼・子ともに移動は自由だが、逃げる範囲（開始前に「この公園の中」など明確に定められるか、あるいは漠然と不文律的に定められている）を逸脱することは禁じられている場合が多い。また、自転車など乗り物の利用は禁じられている(この手つなぎ鬼の場合、自転車を使用しても何の効果は現れないため、ルールになっていないことも多い)。鬼は子の体の一部分に触れることで子を捕まえることができる。鬼ごっことは違い、捕まった子は鬼と一緒に手をつないで、子を捕まえる。これを繰り返すことでゲームは進行する。また、手つなぎ鬼のゲーム終了は明確に定められていない。参加者が疲れる、飽きる、家に帰る時間が来る等の理由で自然に終了するのが普通である。成績を定めるような基準はなく、順位の決定などは行われない。
このままだと、いくつか問題点がある。
- 最後の数人が、鬼に取り囲まれてしまう

これは、4人(5人、6人の場合もある)で分割し、鬼自体を分散する。
- 子が、鬼のふりをして最後まで残る。

この場合、特に決められていないケースが多い。